# Paradise CD Single
Paradise CD Single é um EP da banda The Insyderz, lançado em 1998.
A faixa "Our Wars" contém inúmeras referências a Star Wars e "Just What I Needed" é uma cover de The Cars.

## Faixas
1. "Paradise"
2. "Our Wars"
3. "Just What I Needed"
4. "Our Wars" (Dark Fader mix)
5. "Paradise" (Karaoke mix)